# The Story of Dr. Wassell
The Story of Dr. Wassell is een Amerikaanse avonturenfilm uit 1944 onder regie van Cecil B. DeMille. De film werd destijds uitgebracht onder de titel De belevenis van dr. Wassell.

## Verhaal
Terwijl de Japanse troepen hun opmars door Oost-Indië verderzetten, wil dokter Wassell samen met enkele bemanningsleden van de kruiser Marblehead ontsnappen van Java. Gedurende die ontsnappingspoging moet de legerarts ook enkele gewonde soldaten verzorgen, die op het eiland waren achtergebleven, toen alleen de gezonde soldaten naar Australië konden worden geëvacueerd.

## Rolverdeling
| Acteur           | Personage               |
| ---------------- | ----------------------- |
| Gary Cooper      | Dr. Corydon M. Wassell  |
| Laraine Day      | Madeleine               |
| Signe Hasso      | Bettina                 |
| Dennis O'Keefe   | Benjamin Hopkins        |
| Carol Thurston   | Tremartini              |
| Carl Esmond      | Lt. Dirk van Daal       |
| Paul Kelly       | Murdock                 |
| Elliott Reid     | William Anderson        |
| Stanley Ridges   | Cdt. William B. Goggins |
| Renny McEvoy     | Johnny Leeweather       |
| Oliver Thorndike | Alabam                  |
| Philip Ahn       | Ping                    |
| Barbara Britton  | Ruth                    |